# 太陽鉱工
太陽鉱工株式会社（たいようこうこう、英称：TAIYO KOKO Co., LTD.）は、日本の非鉄金属、鉄を主成分とした合金等の製造、販売を行う会社。総合商社鈴木商店の子会社を前身とし、戦前から今日に至るまでレアメタル、レアアースを扱う会社として知られる。
閉山した羽幌炭礦鉄道会社の羽幌炭鉱を開坑した会社である。

## 事業内容
- モリブデン、バナジウムの抽出、精製、化成品の製造販売
- フェロアロイの製造販売
- ジルコニウム化合物の製造販売　等

## 沿革
- 1919年 - 鈴木商店の子会社、太陽曹達として発足。
- 1939年 - 太陽産業に社名変更。
- 1943年 - 後に合併する新日本金属化学の前身、日本金属化学が設立。
- 1949年 - 企業再建整備法により太陽産業が解散、太陽鉱工を設立。日本金属化学が解散、新日本金属化学が設立。
- 2005年 - 新日本金属化学と合併。

## 事業所
- 東京支店 - 東京都千代田区丸ノ内
- 大阪支店 - 大阪府大阪市中央区備後町
- 赤穂研究所・工場 - 兵庫県赤穂市中広字東沖
- 福井工場 - 福井県坂井市三国町米納津
- 細江工場 - 静岡県浜松市北区細江町広岡

## 関連会社
- 鈴木薄荷株式会社
- 太陽ビルディング株式会社
- 太陽林産株式会社
- 泰和株式会社
- 東邦金属株式会社
- 株式会社ニチリン
- 日本精化株式会社